# Greenlaw
Greenlaw est une petite ville d’Écosse, située sur le Blackadder (en), dans le comté de Berwick, à 57 kilomètres au sud-est d’Édimbourg. Au recensement de 2001 elle comptait 661 habitants